# Geistliches Lied im englischen Kulturraum
Dieser Artikel beschreibt Geschichte und Gegenwart des geistlichen Liedes und des Kirchenlieds im englischen Kulturraum.

## Geschichte

### Die Anglikanische Kirche im frühen 16. Jahrhundert
Schon bald nach der Trennung von der Römisch-Katholischen Kirche durch Heinrich VIII. (1491–1547) führte die Anglikanische Kirche Liturgiereformen durch, welche auch die Verwendung der englischen Landessprache in der Liturgie (Service) einschlossen. Das erste offizielle Liturgiebuch der Anglikanischen Kirche ist Exhortation and Litany (1544), Anleihen bei protestantischen Gottesdienstordnungen sind deutlich. 1549 erschien die erste Ausgabe des Book of Common Prayer.
1550 erschien mit J. Merbeckes Booke of Common Prayer Noted eine Sammlung von einstimmigen Vertonungen der Liturgie im Stile der Gregorianischen Gesangs.
Der erneute Bruch mit Rom unter Elisabeth I. führte zur 1559er-Ausgabe des Book of Common Prayer, des für viele Jahrzehnte verbindlichen anglikanischen Liturgiebuchs.

#### Der Anglikanische Gesang
Die Anglikanische Kirche ließ für den Gemeindegesang zunächst nur Psalmen und Cantica zu. Psalmbereimungen hatten sich eng an der biblischen Vorlage zu orientieren. Singbare Psalmbereimungen erschienen in Sammlungen, die als Metrical Psalter bezeichnet werden. Bereits um 1540 erschien eine Bereimung der sechs Bußpsalmen von Thomas Wyatt. Eine erste vollständige englische Psalmbereimung durch Thomas Sternhold und John Hopkins wurde 1562 gedruckt. Obwohl die Dichtungen vielfach dilettantisch erschienen, blieb diese Bereimung fast 150 Jahre in Gebrauch, in einigen Gemeinden bis in das späte 18. Jahrhundert.
Der traditionelle Gemeindegesang der anglikanischen Kirche wurde der Anglikanische Gesang (Anglican Chant). Im Anglikanischen Gesang werden die gereimten Psalmen und Cantica im schlichten, vierstimmigen Fauxbourdon-Satz der Spätrenaissance gesungen. Die Melodien entstammen teilweise dem Gregorianischen Gesang oder sind ihm nachgebildet, teilweise wurden sie auch übernommen, beispielsweise aus der Gesangstradition der reformierten Gemeinden des europäischen Kontinents.
Der Sternhold-Hopkins'sche Psalter enthielt bereits einige Melodien. 1621 gab Thomas Ravenscroft eine erweiterte Ausgabe heraus, die zahlreiche neue Melodien führender englischer Komponisten der späten Tudor- und früher Stuart-Periode umfasst, so von Thomas Morley, Thomas Tallis, John Dowland, und Thomas Tomkins.
Um 1640 fanden die Melodien auch Eingang in die meisten Versionen des Book of Common Prayer.

### Auswirkungen der Reformation in England und Schottland
Zu Beginn des 17. Jahrhunderts griffen die Lehren Johannes Calvins in England immer weiter um sich. Fundamentalistische Protestanten lehnten den als katholisch empfundenen Ritus der Anglikanischen Kirche ab und wollten eine Reinigung des Gottesdienstes von papistischem Beiwerk erreichen (Puritaner). Die Abneigung gegen hierarchische, amtskirchliche Organisation führte in England zu zahlreichen unabhängigen Gemeinden calvinistischer Prägung (Kongregationalisten). Im kongregationalistischen Umfeld bilden sich die Baptisten. Die schottische calvinistische Staatskirche (Presbyterianer) besaß basisdemokratische Züge.
Vor allem unter den Puritanern entwickelte sich in der ersten Hälfte des 17. Jahrhunderts eine extreme Sittenstrenge. Luxus, Sport, Müßiggang wurden abgelehnt; ihnen wurde methodische Lebensführung mit sinnvollem Zeiteinsatz zu nutzbringender Arbeit, zu Gottesdienstbesuchen und regelmäßiger Bibellektüre gegenübergestellt. Es entstand eine Mentalität von Disziplin und Selbstüberwachung.
Religiöse Einschränkungen führten 1620 zur Auswanderung der kongregationalistischen Pilgerväter nach Neuengland. Verfolgungen unter Charles I. um 1630 treiben weitere Puritaner nach Neuengland.

### Erweiterung des englischen Kulturraums im 17. Jahrhundert
Nach der Revolution des Puritaners Cromwell und der Wiederherstellung der Monarchie wurde 1661 eine neue Ausgabe des Book of Common Prayer fertiggestellt. Bis zum 20. Jahrhundert erfuhr es kaum Veränderungen.
Mit der Ausweitung des britischen Empires wurden die 1661er Ausgabe des Book of Common Prayer und die anglikanische Tradition des Psalmgesangs in englischer Sprache weltweit verbreitet. Sie waren zum einen bestimmend für den Gemeindegesang anglikanischer Kirchen der britischen Kolonien; zum anderen hatte die anglikanische Gesangstradition großen Einfluss auf Gemeindegesang anderer Konfessionen im englischsprachigen Raum: Das erste in den britischen Kolonien in Amerika gedruckte Buch, das Bay Psalm Book von 1640, erfuhr verschiedene Neuauflagen, teilweise mit den bekannten Melodien früherer Psalter, und blieb für über ein Jahrhundert in Gebrauch als Basis für den einstimmigen Gemeindegesang der amerikanischen Kolonien.
1650 wurde ein schottisch-presbyterianischer Psalter herausgegeben.
Die literarische Qualität der Bereimungen wuchs im 17. Jahrhundert deutlich. Nahum Tate, der 1696 gemeinsam mit Nicholas Brady einen Metrical Psalter herausgab, wurde später als poet laureate bezeichnet.

#### Das englischsprachige Andachtslied im 17. Jahrhundert
Nicht für den kirchlichen Rahmen, sondern zum privaten Gebrauch entstanden auch im englischen Sprachraum im 17. Jahrhundert geistliche Lieder ohne Psalmvorlage. In diesem Zusammenhang sind die Namen George Wither (1588–1667), George Herbert (1573–1631), John Milton (1608–1674), Samuel Crossman (1624–1683), John Bunyan (1628–1688) und Thomas Ken (1637–1711) zu nennen.

### Das englischsprachige Kirchenlied im 18. Jahrhundert

#### England im frühen 18. Jahrhundert
Zum 18. Jahrhundert behandelten Dichter englischer Psalmbereimungen die biblischen Vorlagen immer freier. Metaphern und Allegorien fanden Eingang in die Liedtexte. Schließlich gab die anglikanische Church of England die gottesdienstliche Verwendung von Kirchenliedern ohne biblische Textvorlage frei. Es begann eine Blüte der englischsprachigen Kirchenlieddichtung.
Ihr herausragender Vertreter im frühen 18. Jahrhundert ist der Kongregationalist Isaac Watts (1674–1748), der wegen seiner Produktivität und der Popularität seiner Lieder auch als Father of English Hymnody bezeichnet wird. Watts dichtete Psalmbereimungen und freie Liedtexte, im Ganzen ungefähr 750 Kirchenlieder. Im Zentrum seiner Dichtungen stehen Ehrfurcht und Hingabe des einzelnen. Viele von ihnen werden heute noch gesungen, beispielsweise Joy to the World (Freue dich, Welt, dein König naht, heute zu einer Melodie von Lowell Mason nach Georg Friedrich Händel gebräuchlich), Come We that Love the Lord (Stimmt an mit vollem Klang) und When I Survey the Wondrous Cross.
Bis auf Ausnahmen sind Watts’ Lieder heute mit Melodien gebräuchlich, die deutlich später entstanden sind, oft im späten 19. Jahrhundert.

#### England in den 1730er Jahren: Die erste Erweckungsbewegung
In den 1730er Jahren kam es in England innerhalb der Anglikanischen Kirche zu einer ersten Erweckungsbewegung. Sie wurde geführt durch die Brüder John und Charles Wesley (1707–1788) sowie den charismatischen Prediger George Whitefield (1714–1770), die vom Pietismus insbesondere der Herrnhuter Brüdergemeine sowie von Enthusiasmus und Radikalität der Puritaner beeinflusst waren.
Die reisenden Prediger der Erweckungsbewegung forderten von den Gläubigen eine bewusste innere Umkehr (persönliche Bekehrung), sichtbar in einer Veränderung der Lebensweise nach praktischen christlichen Idealen. Die Heilsgewissheit durch die als Wiedergeburt verstandene Rechtfertigung durch Jesus Christus trat in den Vordergrund. Es kam zu starken Emotionen: Zuhörer brachen während der Predigt in Tränen aus oder hatten ekstatische Erfahrungen. Oft verband der Einzelne seine Bekehrung mit einem bestimmten Schlüsselerlebnis, dem Erweckungserlebnis. Von Seiten der offiziellen Church of England erlebte die Erweckungsbewegung Ablehnung, Gottesdienste fanden häufig unter freiem Himmel statt. Verstärkt traten Laienprediger auf, und es entstanden lokale Gruppen, die sich zu regelmäßigem Bibelstudium, zu gegenseitigem Sündenbekenntnis oder zur gemeinsamen Sozialarbeit trafen.
Im Gegensatz zum Pietismus fanden die Erweckungsbewegungen zu einer eigenen Theologie. Die erste, englische Erweckungsbewegung wurde Ausgangspunkt des  Methodismus, als dessen Begründer John Wesley gilt.
Der erste herausragende Kirchenlieddichter der englischen Erweckungsbewegung war Charles Wesley. Von ihm stammen mehr als 6500 Kirchenlieder. Neben eher traditionellen Lobliedern steht der Ausdruck differenzierter Gefühle in der persönlichen Beziehung zu Jesus und Gott im Mittelpunkt seiner Texte. Seine Lieder, etwa Hark, The Herald Angel Sing oder Jesu, Lover of My Soul (Jesus, Heiland meiner Seele), fanden weite Verbreitung im Methodismus und in den protestantischen Kirchen des angloamerikanischen Raums.

#### England im mittleren und späten 18. Jahrhundert
Etwa in der Mitte des 18. Jahrhunderts traten auch in England Singing Masters nach amerikanischem Vorbild auf. Sie blieben allerdings eine Randerscheinung, bereisten ländliche Regionen und hatten für das englische Kirchenlied keinen bleibenden Einfluss.
Dem katholischen Musiklehrer John Francis Wade (1710?–1786) werden gewöhnlich Text und Melodie des Weihnachtslieds Adeste fideles (Herbei, o ihr Gläubigen) zugeschrieben.
Der Sklavenhändler John Newton (1725–1807) überlebte einen Sturm auf See. Er hörte George Whitefield und John Wesley, wurde Diakon, Priester und gerühmter Prediger. Von ihm stammen beispielsweise über zweihundert Kirchenliedtexte, beispielsweise Amazing Grace, Does the Gospel Word (Bietet Gott in seinem Sohne Ruhe und Erquickung an) und Glorious Things of Thee are Spoken.
Einige der Lieder Newtons entstanden in Zusammenarbeit mit William Cowper (1731–1800), einem der bekanntesten Dichter seiner Zeit. Cowper gab der englischen Dichtung des 18. Jahrhunderts eine neue Richtung, indem er über Szenen aus dem alltäglichen Leben im ländlichen England schrieb. Als Dichter der romantischen Bewegung stand für ihn die Echtheit des Gefühls im Vordergrund. Viele von Cowpers geistlichen Dichtungen wurden zu beliebten Kirchenliedern, darunter die Olney-Hymns (1779, in Zusammenarbeit mit John Newton) und There Is a Fountain Filled with Blood (Es ist ein Born, draus reines Blut, heute zu einer Melodie von Ernst Heinrich Gebhardt von 1875 gesungen). Seine Texte haben das englischsprachige Kirchenlied wesentlich beeinflusst.
Augustus Montague Toplady (1740–1778) verfasste verschiedene Sammlungen geistlicher Gedichte. Auch heute noch bekannt ist sein Liedtext Rock of Ages (Fels des Heils, geöffnet mir, heute zu einer Melodie von Thomas Hastings von 1874).

### Großbritannien im 19. Jahrhundert
Auch im Großbritannien des 19. Jahrhunderts wurden Kirchenlieder gedichtet und komponiert, von denen u. a. Abide with me, For All the Saints und The day Thou gavest, Lord, is ended im 20. und 21. Jahrhundert auch in deutsche Gesangbücher übernommen wurden. Ferner wurden deutsche Kirchenlieder ins Englische übersetzt, beispielsweise durch Catherine Winkworth (1827–1878).

### Anglikanische Kirchenmusik und Liturgie im 20. Jahrhundert
Erst in den 1920er Jahren wurde eine Überarbeitung des Book of Common Prayer vorgenommen, die jedoch auf Widerstände stieß. Im späten 20. Jahrhundert wurden jedoch weitere anglikanische Liturgiebücher herausgegeben, so das Alternative Service Book (1980) und die Common-Worship-Reihe (2000).

### 20. Jahrhundert: Ökumene
Ökumenische Gesangbücher sind in den 1990er Jahren in Schottland, Australien und Neuseeland entstanden.
Heute sind in der englischsprachigen Ökumene vor allem Lieder aus der Iona Community, besonders von John L. Bell und Graham Maule verbreitet.